# Academie van Athene (modern)
De Academie van Athene (Grieks: Ακαδημία Αθηνών; Engels: Academy of Athens) is het leidende onderzoeksinstituut van Griekenland ter ondersteuning van wetenschappelijk onderzoek dat niet door de universiteit wordt uitgevoerd. Het hoofdgebouw is een belangrijke bezienswaardigheid van Athene.

## Geschiedenis
In 1824 werden er al plannen om de academie op te richten als moderne opvolger van de oude Akademeia. Door een donatie van de Oostenrijkse baron Simon van Sina is in 1856 de naar hem vernoemde  Classicistische Academie Sinea gebouwd. Deze academie is ontworpen door de Deense architect Theophil von Hansen en gebouwd door de architect Ernst Ziller. De Academie van Athene werd echter  pas op 18 maart 1926 per decreet als academie der wetenschappen en kunsten opgericht. Op 24 maart 1926 nam het academiebestuur de sleutel van het gebouw in ontvangst.

## Structuur
De academie wordt gefinancierd door het Ministerie van Onderwijs, Cultuur en Religie en wordt bestuurd door de senaat van de Academie. De senaat bestaat onder andere uit een president en een vicevoorzitter die elk jaar opnieuw gekozen worden. De vicevoorzitter wordt het jaar erop automatisch voorzitter. De academie bestaat uit de volgende afdelingen:
- Afdeling van wetenschappen
- Afdeling van literatuur en schone kunsten
- Afdeling ethiek en politiek

De Ioannis Sykoutris-bibliotheek is de centrale bibliotheek van de academie. De academie fungeert als overkoepelend orgaan voor 23 onderzoekscentra.